# Тилльманнс, Роберт
Роберт Тилльманнс (нем. Robert Tillmanns; 5 апреля 1896, Бармен, Германская империя — 12 ноября 1955, Западный Берлин, ФРГ) — западногерманский государственный деятель, федеральный министр по особым поручениям ФРГ (1953—1955).

## Биография
Солдатом участвовал в Первой мировой войне (1914—1918). В 1921 г. получил образование в области политических наук. В 1921 г. защитил диссертацию по политологии в Тюбингенском университете.
С 1921 по 1929 гг. работал заместителем директора по экономической помощи немецкого студенческого союза и в этом качестве участвовал в 1925 г. в создании Студенческого фонда немецкого народа. С 1931 г. работал в прусском министерстве культуры, из которого был уволен в 1933 г. по политическим мотивам. До 1945 г. являлся сотрудником правления Среднегерманского горнорудного управления.
В послевоенное время (до 1949 г.) являлся генеральным секретарем организации помощи евангелическим церквям Германии.
В 1945 г. вместе с Якобом Кайзером и Эрнстом Леммером был одним из основателей ХДС в советской зоне оккупации Берлина.
В 1949—1952 гг. был заместителем председателя, а с 26 апреля 1952 г. вплоть до своей смерти председателем отделения ХДС Берлина.
С 1950 г. входил в состав Национального совета ХДС, с 1955 г. являлся заместителем его председателя. В 1952 г. основал Евангелическую рабочую группу ХДС/ХСС и был ее председателем с 1954 г.
В октябре 1953 г. был назначен федеральным министром по особым поручениям, представляя кабинет министров в Совете старейшин немецкого бундестага.